# Bart van Leeuwen
Bart van Leeuwen (5. února 1950 – 17. června 2017) byl nizozemský fotograf. Narodil se v Amsterdamu a studoval na fotografické škole v Haagu (absolvoval v roce 1969). Roku 1971 se stal fotografem na volné noze. Fotografoval řadu významných osobností, mezi něž patří například John Cale, Bob Geldof, Jean-Michel Basquiat, Herman Brood a Nina Hagen. Svá díla vystavoval v mnoha městech, vedle Amsterdamu jsou to například New York, Moskva a Tokio.